# Glory (muurschildering)
Glory (Glorie, Amsterdam’s Melkmeisje) is een muurschildering/kunstwerk in Amsterdam Nieuw-West.
Het betreft hier een muurschildering uit 2014 op de noordelijke blinde gevel van een flat aan de Martinus Nijhoffstraat aan de ringsloot rondom een woonwijk in tuinstad. Het kunstwerk is ontworpen en uitgevoerd door het duo El Pez (Pez Pescao) en Recal (Daniel Oosterman). Glory is een variant op het wereldberoemde schilderij Het melkmeisje van Johannes Vermeer. Recal (Daniel Oosterman ) richten zich tot de variant van het melkmeisje, die hij hier laat zien met ontbloot bovenbeen en een lege melkkan, beide symbolisch gericht tot een contemporain tijdsbeeld van de maatschappij. De lege kan symboliseert de vergankelijkheid van dingen die ons toe komen en het blote bovenbeen symboliseert hoe we als gevolg daar door een stuk van ons zelf gaan ontbloten/geven. (Deze uitleg komt van de kunstenaar zelf en niet van de organisatie). Ze wordt omringd door  tropische vogels van Pez; een van de vogels komt terug op een schilderijtje, dat achter het melkmeisje aan de muur hangt, een knipoog naar Vermeer zelf die in het origineel ook eerst een schilderijtje geplaatst had maar weer weg geschilderd heeft. 